# أكاديمية دو لوبيتو
أكاديمية بتروليوس دو لوبيتو, يعرف عادة باسم أكاديمية لوبيتو, نادي كرة القدم من لوبيتو، أنغولا. تأسس النادي في عام 1970 باسم "أكاديمية دا تشيليمبا" من قبل السيد جيرالدو غيادو وعدد قليل من شركائه. في عام 1981 ، أدت صفقة رعاية مع شركة النفط الأنغولية المملوكة للدولة سونانجول إلى تغيير اسم النادي إلى التسمية الحالية.
إنهم يتنافسون في عام 2009 في جيرابولا. يلعبون مبارياتهم على أرضهم في ملعب دو بوراكو.

## روابط خارجية
- الملف الشخصي Girabola.com
- Zerozero.pt profile
- أكاديمية دو لوبيتو  على فيسبوك.